# I Am Sam
I Am Sam (cách điệu i am sam) là một phim drama Mỹ 2001 được viết và đạo diễn Jessie Nelson, với sự diễn xuất của Sean Penn một người cha Khuyết tật phát triển, Dakota Fanning vai con gái ham học của anh, và Michelle Pfeiffer vai luật sư của anh. Dianne Wiest, Loretta Devine, Richard Schiff và Laura Dern tham gia với các vai phụ.
Jessie Nelson và Kristine Johnson, đồng viết kịch bản, nghiên cứu các vấn đề phải đối mặt của người lớn chậm phát triển bằng việc thăm tổ chức phi lợi nhuận L.A. GOAL (Greater Opportunities for the Advanced Living). Họ sau đó cast hai diễn viên khuyết tật, Brad Silverman và Joe Rosenberg, vào vai quan trọng.
Với vai diễn Sam, Penn được đề cử Giải Oscar cho nam diễn viên chính xuất sắc nhất tại Giải Oscar lần thứ 74 năm 2002.
Bộ phim đã mở đầu cho sự nghiệp của diễn viên nhí Dakota Fanning, người khi đó mới bảy tuổi và chỉ có một vài vai diễn nhỏ. Cô trở thành diễn viên nữ trẻ nhất được đề cử của Giải thưởng của Nghiệp đoàn Diễn viên Màn ảnh.
Tựa đề độ phim được lấy từ dòng mở đầu "I am Sam / Sam I am" của cuốn sách Green Eggs and Ham, được đọc trong phim.

## Nội dung
Sam Dawson (Sean Penn), một người đàn ông bị thiểu năng trí tuệ, là người cha độc thân của Lucy (Dakota Fanning), sau khi mẹ cô bị bỏ rơi, người được tiết lộ là một phụ nữ vô gia cư. Sam được điều chỉnh tốt và có một nhóm bạn khuyết tật hỗ trợ, cũng như một người hàng xóm tốt bụng, hiểu chuyện Annie (Dianne Wiest), người chăm sóc Lucy khi Sam không thể. Mặc dù Sam cung cấp một nơi yêu thương cho Lucy sớm phát triển, cô sớm vượt qua khả năng tinh thần của anh.
Những đứa trẻ khác bắt nạt cô vì có một người cha bị thiểu năng trí tuệ, và cô trở nên quá xấu hổ khi chấp nhận rằng cô tiến bộ hơn anh. Trước nguy cơ mất quyền nuôi con, Sam nhận được lời khuyên từ bạn bè và cũng thuê một luật sư, Rita Harrison (Michelle Pfeiffer), người hoàn toàn mải mê với công việc và bỏ bê con trai cho thấy cô ít nhất cũng bị tàn tật như Sam, mặc dù vậy một cách được xã hội chấp nhận. Trong một nỗ lực để chứng minh với mọi người rằng cô không lạnh, Rita đồng ý đưa về trường hợp của Sam pro bono. Khi họ làm việc cùng nhau để bảo đảm quyền của Sam, Sam giúp Rita thấy cuộc sống của chính mình, một lần nữa. Điều này bao gồm khuyến khích cô ấy rời bỏ người chồng bội bạc và sửa chữa mối quan hệ rạn nứt của cô ấy với con trai. Cô và Sam có một khoảnh khắc bên nhau khi họ tiết lộ rằng họ không bao giờ cảm thấy đủ tốt.
Tại phiên tòa, Sam khóc. Sau đó, Lucy sống trong một ngôi nhà nuôi dưỡng với Randy Carpenter (Laura Dern) nhưng cố gắng thuyết phục Sam giúp cô chạy trốn. Cô liên tục trốn thoát vào giữa đêm để đến căn hộ của anh, mặc dù anh ngay lập tức trả lại cô. Tuy nhiên, cha mẹ nuôi quyết định không nhận nuôi cô như họ đã lên kế hoạch và trả cô lại cho Sam. Randy đảm bảo với anh rằng cô sẽ nói với thẩm phán (Ken Jenkins) Sam là cha mẹ tốt hơn cho Lucy. Đến lượt mình, Sam hỏi Randy rằng cô sẽ giúp anh nuôi Lucy, bởi vì anh cảm thấy cô cần một người mẹ.
Cảnh cuối cùng mô tả một trận bóng đá, trong đó các trọng tài Sam và Lucy tham gia với tư cách là một cầu thủ. Tham dự là gia đình nuôi dưỡng cũ của Lucy, nhóm tình bạn của Sam và một Rita mới độc thân với con trai cô.

## Diễn viên
- Sean Penn vai Samuel John "Sam" Dawson
- Michelle Pfeiffer vai Rita Harrison Williams
- Dakota Fanning vai Lucy Diamond Dawson
  - Allison và Jillian Thormahlen vai Lucy sơ sinh
  - Ryan Williams vai Lucy 6 tháng tuổi
  - Felicity Ann và Makindra Sherry Forbes vai Lucy 18 tháng tuổi
  - Elle Fanning vai Lucy 2 tuổi
  - Amanda Lehaf vai Lucy 4 tuổi
- Dianne Wiest vai Annie Cassell
- Loretta Devine vai Margaret Calgrove
- Richard Schiff vai Mr. Turner
- Laura Dern vai Miranda "Randy" Carpenter
- Marin Hinkle vai Patricia
- Stanley DeSantis vai Robert
- Doug Hutchison vai Ifty
- Rosalind Chao vai Lily
- Ken Jenkins vai Thẩm phán Philip McNeily
- Wendy Phillips vai Miss Wright
- Scott Paulin vai Duncan Rhodes
- Kimberly Scott vai Gertie
- Michael B. Silver vai Dr. Jaslow
- Eileen Ryan vai Estelle Dawson
- Mary Steenburgen vai Dr. Blake

## Giải thưởng
Sean Penn được đề cử Giải Oscar cho nam diễn viên chính xuất sắc nhất, Giải SAG cho nam diễn viên chính xuất sắc nhất, Giải BFCA cho nam diễn viên chính xuất sắc nhất và Giải Vệ tinh cho nam diễn viên phim chính kịch xuất sắc nhất.
Dakota Fanning giành giải Giải BFCA cho diễn viên trẻ xuất sắc nhất, Giải thưởng Hội phê bình phim Las Vegas cho vai trẻ, Giải thưởng Hội phê bình phim Phoenix cho nữ diễn viên trẻ xuất sắc nhất, Giải Vệ tinh - Giải Thành tựu đặc biệt cho Tài năng mới xuất sắc, và Giải nghệ sĩ trẻ cho nghệ sĩ trẻ trong phim điện ảnh - Nữ diễn viên dưới 10 tuổi. Cô cũng được đề cử cho Giải SAG cho nữ diễn viên phụ xuất sắc nhất.
Nhạc phim được đề cử Giải Grammy cho Tác phẩm âm nhạc biên soạn xuất sắc nhất cho phim ảnh.
Phim giành giải Giải thưởng Stanley Kramer lần đầu của Hiệp hội các nhà sản xuất phim Mỹ, và đề cử trong Humanitas Prize và Giải Viện Hàn lâm Nhật Bản cho phim nước ngoài xuất sắc nhất.
| Giải thưởng                                   | Hạng mục                                                 | Đề cử                                                          | Kết quả   |
| --------------------------------------------- | -------------------------------------------------------- | -------------------------------------------------------------- | --------- |
| Giải Oscar                                    | Nam diễn viên xuất sắc nhất                              | Sean Penn                                                      | Đề cử     |
| Hiệp hội Phê bình Phim Phát sóng              | Nam diễn viên xuất sắc nhất                              | Sean Penn                                                      | Đề cử     |
| Hiệp hội Phê bình Phim Phát sóng              | Diễn viên trẻ xuất sắc nhất                              | Dakota Fanning                                                 | Đoạt giải |
| Giải Grammy                                   | Tác phẩm âm nhạc biên soạn xuất sắc nhất cho phim ảnh    |                                                                | Đề cử     |
| Humanitas Prize                               |                                                          |                                                                | Đề cử     |
| Giải Viện Hàn lâm Nhật Bản                    | Phim nước ngoài xuất sắc nhất                            |                                                                | Đề cử     |
| Hội phê bình phim Las Vegas                   | Trẻ trong phim điện ảnh                                  | Dakota Fanning                                                 | Đoạt giải |
| Hiệp hội các nhà sản xuất phim Mỹ             | Giải Stanley Kramer                                      | Jessie Nelson Edward Zwick Marshall Herskovitz Richard Solomon | Đoạt giải |
| Hội phê bình phim Phoenix                     | Nữ diễn viên trẻ xuất sắc nhất                           | Dakota Fanning                                                 | Đoạt giải |
| Giải Vệ tinh                                  | Nam diễn viên xuất sắc nhất                              | Sean Penn                                                      | Đề cử     |
| Giải Vệ tinh                                  | Giải Thành tựu đặc biệt cho Tài năng mới xuất sắc        | Dakota Fanning                                                 | Đoạt giải |
| Giải thưởng của Nghiệp đoàn Diễn viên Màn ảnh | Nam diễn viên chính xuất sắc nhất                        | Sean Penn                                                      | Đề cử     |
| Giải thưởng của Nghiệp đoàn Diễn viên Màn ảnh | Nữ diễn viên phụ xuất sắc nhất                           | Dakota Fanning                                                 | Đề cử     |
| Giải Nghệ sĩ trẻ                              | Phim điện ảnh gia đình hay nhất                          |                                                                | Đoạt giải |
| Giải Nghệ sĩ trẻ                              | Diễn viên trẻ xuất sắc nhất phim điện ảnh - dưới 10 tuổi | Dakota Fanning                                                 | Đoạt giải |

Phim được Viện phim Mỹ:
- 2006: Danh sách 100 phim truyền cảm hứng của Viện phim Mỹ – Đề cử[5]

## Nhạc phim
Các đề cử nhạc phim Grammy Award bao gồm bản hát lại của các ca khúc của the Beatles. Penn ủy quyền các nghệ sĩ như the Black Crowes, Nick Cave, Stereophonics, Eddie Vedder, Sheryl Crow, Sarah McLachlan, Rufus Wainwright, the Wallflowers, Ben Harper, the Vines và Ben Folds, cover các ca khúc trong phim. Anh trai Penn, Michael Penn, cũng góp mặt song ca với Aimee Mann.
Phim được quay và sản xuất với phong cách nhạc Beatles gốc, các nghệ sĩ thu âm các ca khúc hát lại cùng với tông nhạc của các ca khúc gốc của the Beatles.

## Làm lại
| I Am Sam (2001) (tiếng Anh) | Main Aisa Hi Hoon (2005) (tiếng Hindi) | Deiva Thirumagal (2011) (tiếng Tamil) |
| Sean Penn                   | Ajay Devgn                             | Vikram Kennedy                        |
| Michelle Pfeiffer           | Sushmita Sen                           | Anushka Shetty                        |